# FIFA Ballon d'Or de 2011
A Bola de Ouro da FIFA de 2011 foi a 21ª edição da premiação máxima do futebol mundial outorgada pela Federação Internacional de Futebol (FIFA) e a segunda com tal denominação. A cerimônia de premiação foi realizada em 9 de janeiro de 2012 no Kongresshaus em Zurique, na Suiça.

## A cerimônia
A Gala da Bola de Ouro FIFA 2011 começou às 19 horas (hora local) e teve cobertura do site oficial da FIFA, FIFA.com. Alguns países também acompanharam o evento pela televisão, mas não houve a divulgação da lista. Foi apresentado pelo ganhador do Ballon d'Or Ruud Gullit e pela jornalista Kay Murray do canal de TV Real Madrid. James Blunt e banda fizeram uma apresentação musical. Entre os apresentadores dos prêmios, fizeram parte Ronaldo Nazário, Lothar Matthäus, Christian Karembeu, Hugo Sánchez, Pelé, o presidente da FIFA Joseph Blatter e a cantora Shakira.

## Premiações
Vencedor(a)

### Futebolista

#### Masculino
Os indicados para a categoria foram:
| Pos. | Nome              | Nacionalidade | Clube       | Votos  |
| ---- | ----------------- | ------------- | ----------- | ------ |
| 1º   | Lionel Messi      | Argentina     | Barcelona   | 47,99% |
| 2º   | Cristiano Ronaldo | Portugal      | Real Madrid | 21,61% |
| 3º   | Xavi              | Espanha       | Barcelona   | 09,20% |

#### Feminino
As indicadas para a categoria foram:
| Nome         | Nacionalidade  | Clube                  |
| ------------ | -------------- | ---------------------- |
| Marta        | Brasil         | Western New York Flash |
| Homare Sawa  | Japão          | INAC Leonessa          |
| Abby Wambach | Estados Unidos | Estados Unidos         |

### Treinador

#### Masculino
Os indicados para a categoria foram:
| Nome            | Nacionalidade | Clube/Seleção     |
| --------------- | ------------- | ----------------- |
| Alex Ferguson   | Escócia       | Manchester United |
| José Mourinho   | Portugal      | Real Madrid       |
| Josep Guardiola | Espanha       | Barcelona         |

#### Feminino
Os indicados para a categoria foram:
| Nome         | Nacionalidade | Clube/Seleção  |
| ------------ | ------------- | -------------- |
| Bruno Bini   | França        | França         |
| Norio Sasaki | Japão         | Japão          |
| Pia Sundhage | Suécia        | Estados Unidos |

### Equipe ideal (FIFA/FIFPro World XI)
Não há indicados para essa premiação, apenas um bolão no site oficial da FIFA.
Os votos para definir a Seleção Mundial da FIFA/FIFPro foram dados por mais de 50 mil futebolistas profissionais de todo o mundo. Cada um deles selecionou um goleiro, quatro jogadores de defesa, três meio-campistas e três atacantes. Os mais votados foram:
| Posição          | Futebolista       | País        | Clube             |
| ---------------- | ----------------- | ----------- | ----------------- |
| Goleiro          | Iker Casillas     | Espanha     | Real Madrid       |
| Zagueiro         | Nemanja Vidić     | Sérvia      | Manchester United |
| Zagueiro         | Gerard Piqué      | Espanha     | Barcelona         |
| Lateral-direito  | Daniel Alves      | Brasil      | Barcelona         |
| Lateral-esquerdo | Sergio Ramos      | Espanha     | Real Madrid       |
| Meia             | Xabi Alonso       | Espanha     | Real Madrid       |
| Meia             | Xavi              | Espanha     | Barcelona         |
| Meia             | Andrés Iniesta    | Espanha     | Barcelona         |
| Atacante         | Cristiano Ronaldo | Portugal    | Real Madrid       |
| Atacante         | Wayne Rooney      | Reino Unido | Manchester United |
| Atacante         | Lionel Messi      | Argentina   | Barcelona         |

### Fair Play
Também não há indicados para essa premiação.
A Seleção Japonesa de Futebol Feminino foi a vencedora.

### Prêmio Presidencial
Outro prêmio sem indicação. O agraciado foi sir Alex Ferguson.
| “ | Alex Ferguson é um treinador único na história do Manchester United, do futebol inglês e até mesmo do futebol europeu. | ” |

### Prêmio Puskás
Os indicados para o prêmio foram:
| Nome         | Nacionalidade | Clube             |
| ------------ | ------------- | ----------------- |
| Lionel Messi | Argentina     | Barcelona         |
| Neymar       | Brasil        | Santos            |
| Wayne Rooney | Inglaterra    | Manchester United |

| “ | Estou muito feliz por ganhar este prêmio concorrendo com dois grandes craques de quem sou fã. É uma felicidade muito grande. | ” |